# 小行星7765
小行星7765（英語：7765）是一颗围绕太阳公转的小行星。1991年1月8日，串田嘉男、村松修在八之岳发现了此天体。
这颗小行星的绝对星等为126.55806等。